# 安德烈·埃居爾·德·弗勒里
安德烈·埃居爾·德·弗勒里（法語：André-Hercule de Fleury；1653年6月22日—1743年1月29日）是法國樞機，路易十五時代的枢密院首席大臣（1726年－1743年）。

## 生平
弗勒里于洛代沃出生，他是一个高尚的家庭的税农夫的儿子。从小派遣到巴黎的耶稣会士学习哲学和神学。1698年任弗雷瑞斯教區主教，1715年5月在老国王去世之前他被任命為五歲的王儲（後為路易十五）的私人教師。1723年摄政王奥尔良公爵腓力二世去世后路易亲政，弗勒里虽然已经七十年纪，仍建议路易任命波旁公爵路易·亨利为首席大臣。